# 赵家坪乡
赵家坪乡，是中华人民共和国山西省吕梁市兴县下辖的一个乡镇级行政单位。

## 行政区划
赵家坪乡下辖以下地区：
赵家坪村、宋家塔村、佐子坪村、西焉村、武家峁村、大里上村、闫家塔村、吴儿申村、毛儿沟村、康家塔村和白家峁村。